# Brahmanatharuve, Hosanagara
Brahmanatharuve là một làng thuộc tehsil Hosanagara, huyện Shimoga, bang Karnataka, Ấn Độ.